# Александра Саксен-Кобург-Готська
Алекса́ндра Луї́за О́льга Вікто́рія Са́ксен-Ко́бург-Готська (англ. Alexandra Louise Olga Victoria of Saxe-Coburg and Gotha; нім. Alexandra Louise Olga Victoria von Sachsen-Coburg und Gotha; 1 вересня 1878, замок Розенау, Кобург, Саксен-Кобург — 16 квітня 1942, Швабський Галль, Німеччина) — четверта дитина і третя дочка Альфреда, герцога Единбурзького і Саксен-Кобург-Готського і великої княгині Марії Олександрівни; онука імператора Олександра II та королеви Вікторії; дружина князя Ернста II Гогенлое-Лангенбурзького.

## Життєпис

### Раннє життя

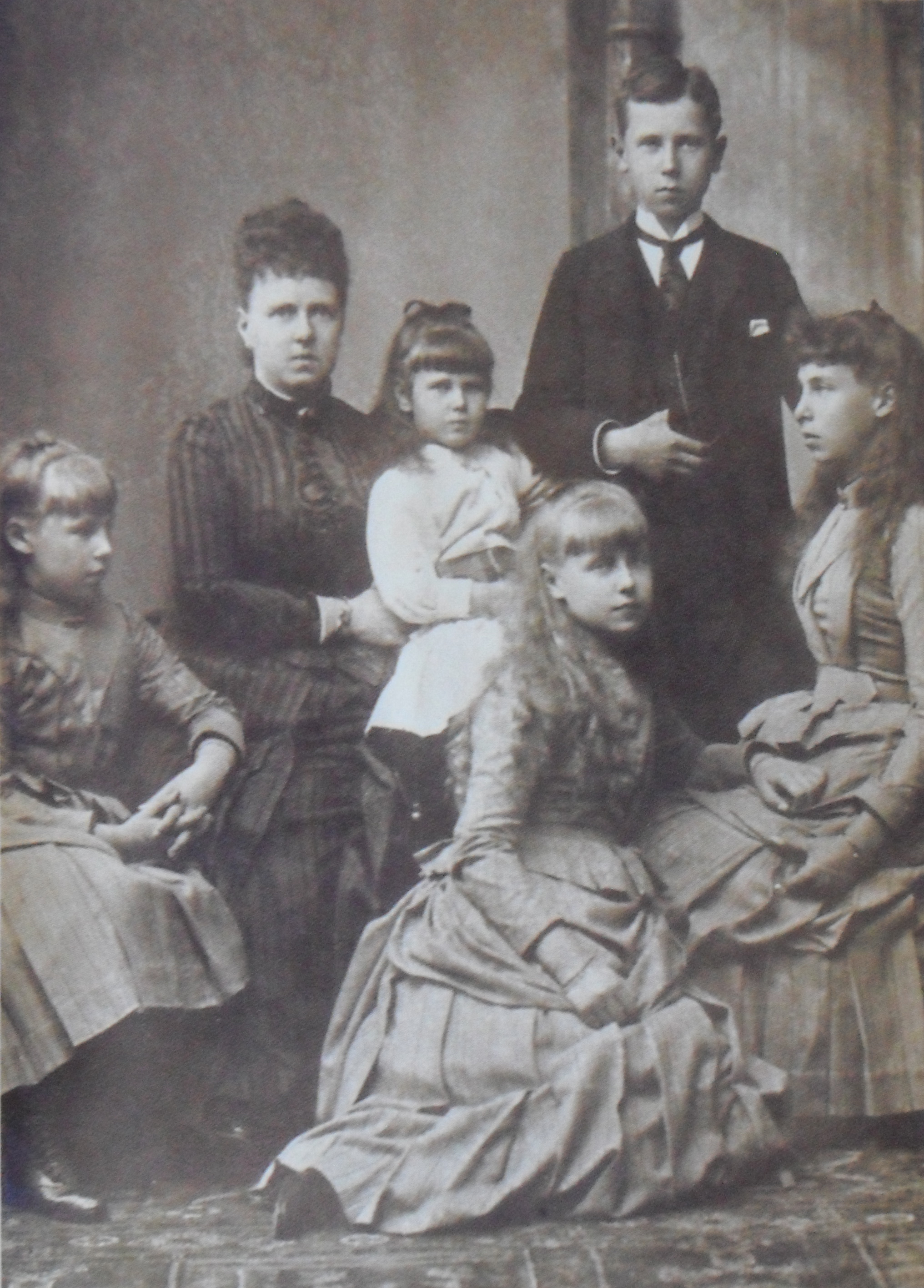
Герцогиня Единбурзька Марія з дітьми

Александра Луїза Ольга Вікторія, принцеса Единбурзька та Саксен-Кобург-Готська, народилася 1 вересня 1878 року. Її батьки — принц Альфред, герцог Единбурзький і велика князівна Марія Олександрівна — тоді перебували в Німеччині і мешкали в замку Розенау, Кобург, де принцеса й народилася. Її батько був другим сином королеви Великі Британії Вікторії та принца-консорта Альберта Саксен-Кобург-Готського, а мати — єдина дочка російського імператора Олександра II та Марії Олександрівни, до шлюбу принцеси Гессен-Дармштадтської. Як онука британського монарха, від народження мала право носити титул «Її Королівська Високість принцеса Единбурзька» .
Хрещення новонародженої відбулося 2 жовтня 1878 в Единбурзькому палаці в Кобурзі. Одним із хрещених маленької принцеси був її дядько по лінії матері великий князь Олексій Олександрович, який особисто був присутнім на церемонії. Як і її трьох сестер та брата, принцесу Александру охрещено в англіканській вірі, що дуже засмучувало її православну матір. У сім'ї була відома як Сандра.
Перші роки життя пройшли в Англії, де сім'я жила в Іствелл-парку , який любила Марія Олександрівна і віддавала йому перевагу перед офіційною лондонською резиденцією подружжя Кларенс-хаусом. Герцог Единбурзький рідко бував удома, постійно несучи службу на флоті. Коли він приїжджав додому, багато грався з дітьми, вигадуючи нові розваги. Всі діти вивчали французьку мову, яку ненавиділи і рідко нею розмовляли. 1886 року герцога Альфреда призначено командувачем Середземноморського флоту. Сім'я переїхала на Мальту, де влаштувалися в палаці Сан-Антон. У палаці завжди були відведені кімнати для принца Георга Уельського, майбутнього короля Георга V, який часто бував у них і називав своїх кузин «три дорогі сестри».
Герцог Единбурзький став спадкоємцем свого дядька Ернста II Саксен-Кобург-Готського, оскільки останній дітей не мав. 1889 року вся родина переїхала до Кобурга й оселилася в замку Розенау. Марія Олександрівна найняла донькам німецьку гувернантку, яка купувала дівчаткам простий одяг та навчала лютеранській вірі. У Кобурзі освіту молодих принцес було розширено: їм викладали живопис та музику; вони каталися на ковзанах та грали в хокей. Щочетверга та неділі Александра разом із сестрами відвідувала театр, який усі вони дуже любили.
1885 року принцеса Александра була подружкою нареченої на весіллі своєї тітки принцеси Беатриси з принцом Генріхом, а також подружкою нареченої на весіллі принца Георга, герцога Йоркського і Вікторії Марії Текської. 1893 року її батько успадкував престол герцогства Саксен-Кобург-Готи. Принцеса Александра завжди перебувала в тіні своїх старших сестер, Марії та Вікторії Меліти, які славилися красою та чарівністю. Александра завжди була стриманішою і замкнутішою.

### Шлюб та подальше життя

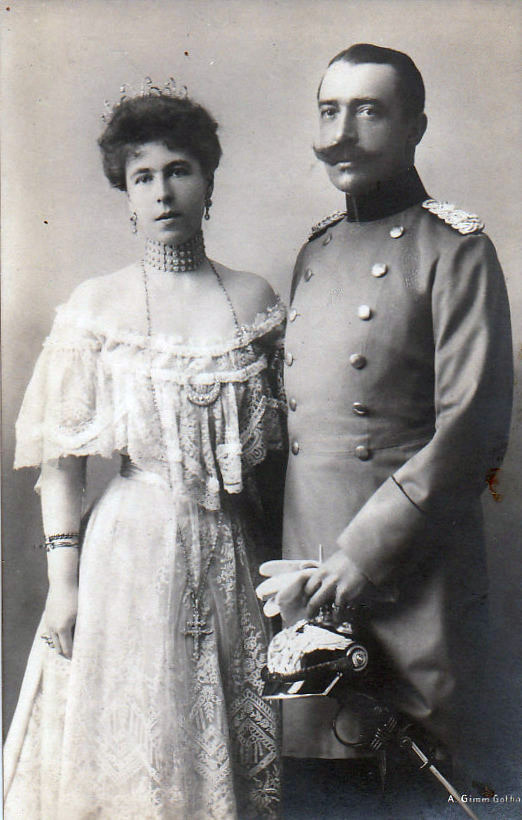
Александра та її чоловік Ернст

1893 року старша дочка герцогів Марія стала дружиною спадкоємця румунського престолу кронпринца Фердинанда. Наступного року Вікторія Меліта, друга дочка, стала дружиною свого кузена Великого герцога Ернста Людвіга Гессенського. Марія Олександрівна сама шукала кандидатів для своїх дочок, які підходили з її точки зору. Наприкінці 1895 року вона влаштувала заручини Александри та німецького аристократа Ернста Гогенлое-Лангенбурзького, сина та спадкоємця князя Германа Гогенлое-Лангенбурзького та принцеси Леопольдіни Баденської. Проти шлюбу виступав батько Александри, який вважав майбутнього зятя нижчим від Александри за походженням. Бабуся Ернста, принцеса Феодора Лейнінгенська, була одноутробною сестрою бабусі Александри королеви Вікторії. Весілля відбулося 20 квітня 1896 року в Кобурзі. Подружжя мало п'ятьох дітей.
Александра після весілля прожила в Німеччині все життя. 1900 року помер герцог Единбурзький та Саксен-Кобург-Готський. У його останні дні поряд з ним перебували дружина та дочки. Герцогом Саксен-Кобург-Готським став двоюрідний брат Александри, принц Карл Едуард, якому тоді було шістнадцять років. Протягом наступних п'яти років він правив при регентстві чоловіка Александри — спадкового князя Гогенлое-Лангенбурзького. Після досягнення повноліття 19 липня 1905 Карл Едуард прийняв усі конституційні повноваження глави Саксен-Кобург-Готської держави. Під час Першої світової війни Александра працювала в Червоному хресті медсестрою. Після Листопадової революції в Німеччині 1918 року, яка повалила владу німецьких династій, Вюртемберзьке королівство, яке медіатизувало від 1806 року князівство Гогенлое, перестало існувати. Ернст втратив своє місце у парламенті Вюртемберга. Відтоді подружжя носило номінальний титул князів Гогенлое-Лангенбурзьких. 1920 року в Цюриху померла Марія Олександрівна, мати Александри.
На тридцять п'яту річницю весілля Александри, у квітні 1931 року, її старший син одружився з грецькою принцесою Маргаритою. 1 травня 1937 Александра разом із чоловіком і дітьми вступила до Націонал-соціалістичної німецької робітничої партії.
Померла Александра 16 квітня 1942 року в німецькому місті Швабський Галль. Її чоловік пішов із життя за 8 років.

### Діти
У шлюбі з князем Ернстом II Вільгельмом Фрідріхом Карлом Максиміліаном Гогенлое-Лангенбурзьким народила п'ятеро дітей:
- Ґо́тфрід Ге́рман А́льфред Па́уль Максиміліа́н Ві́ктор (24.03.1897—11.05.1960) — князь Гогенлое-Лангенбурзький після смерті батька; був одруженим із принцесою Маргаритою Грецькою і Данською, з якою мали чотирьох синів і дочку;
- Марі́я Мелі́та Леопольді́на Вікто́рія Феодо́ра Алекса́ндра Софі́я (18.01.1899—08.11.1967) — дружина Вільге́льма Фрі́дріха, герцога Шлезві́г-Гольште́йнського;
- Алекса́ндра Беатри́са Леопольді́на (2.04.1901—26.10.1963) — одружена не була;
- І́рма Єле́на (04.08.1902-08.03.1986) — одружена не була;
- А́льфред (16.04.1911-18.04.1911) — помер через два дні після народження.